# Kabinett Giesler
Das Kabinett Giesler bildete von November 1942 bis Mai 1945 die geschäftsführende Landesregierung von Bayern. Diese hatte aber aufgrund der Gleichschaltung der Länder im Deutschen Reich kaum politische Bedeutung.
De facto war Paul Giesler einziges Mitglied im Kabinett, da er auch die Amtsgeschäfte für den erkrankten Adolf Wagner führte. Pläne für eine Verwaltungsreform, mit der die Aufgaben aller Ministerien in einem Gesamtministerium zusammengefasst werden sollten, wurden bis zum Kriegsende nicht mehr umgesetzt. Giesler flüchtete am 29. April vor den anrückenden US-Truppen aus München. 
| Amt                     | Name | Partei |
| ----------------------- | --- | ------ |
| Ministerpräsident       | Paul Giesler                                                                                                | NSDAP  |
| Inneres                 | Adolf Wagner, † 12. April 1944 Paul Giesler, ab 21. April 1944, seit 23. Juni 1942 bereits geschäftsführend | NSDAP  |
| Kultus                  | Adolf Wagner, † 12. April 1944 Paul Giesler, ab 21. April 1944, seit 23. Juni 1942 bereits geschäftsführend | NSDAP  |
| Wirtschaft und Finanzen | Paul Giesler Vom 16. Juli 1943 bis 21. April 1944 war Karl Schlumprecht ständiger Vertreter Gieslers        | NSDAP  |